# 388370 Paulblu
388370 Paulblu è un asteroide della fascia principale. Scoperto nel 2006, presenta un'orbita caratterizzata da un semiasse maggiore pari a 3,0732418 au e da un'eccentricità di 0,1290221, inclinata di 6,67741° rispetto all'eclittica.